# Adolfo Geri
Adolfo Geri (Napoli, 28 agosto 1912 – Roma, 27 marzo 1988) è stato un attore e doppiatore italiano.

## Biografia
Nato a Napoli da una famiglia di attori inizia a recitare sin da bambino in teatro e successivamente nel cinema, dove debutta nel 1933, nel film L'eredità dello zio buonanima, diretto da Amleto Palermi.
Nel 1938 entra all'interno della Cooperativa di Doppiaggio di Roma che dal 1944 diventò la Cooperativa Doppiatori Cinematografici, divenendo in poco tempo una delle voci più ricorrenti. La sua voce brillante e disinvolta viene prestata a grandi nomi dello schermo come Gene Kelly, Arthur Kennedy, Richard Widmark, e molti altri. Nel 1952, dopo aver doppiato Gene Kelly nel famoso musical Un americano a Parigi (1951), Adolfo Geri lasciò la CDC a causa di contrasti con alcuni colleghi trasferendosi al doppiaggio di film presso la O.D.I. mentre nei suoi ultimi anni di vita doppiò per la S.A.S.
Importante, per durata, la sua collaborazione alla prosa radiofonica dell'EIAR, poi RAI, dal 1936 fino agli anni settanta, presso la Compagnia di Prosa di Roma e soprattutto in quella di Firenze.

## Doppiaggio
- Gene Kelly in Cantando sotto la pioggia, Un americano a Parigi, Les Girls, I tre moschettieri, Due marinai e una ragazza (Canta che ti passa), L'allegra fattoria, Facciamo il tifo insieme, Un giorno a New York
- Arthur Kennedy in Arcipelago in fiamme, Una pallottola per Roy, L'avventura impossibile, Boomerang - L'arma che uccide, La città del peccato, Le colline camminano
- Richard Widmark in Bandiera gialla, Duello nella foresta, Okinawa, Le rane del mare, Uomo bianco, tu vivrai!, Assassinio sull'Orient Express
- Ricardo Montalbán in Bastogne, La figlia di Nettuno, Su di un'isola con te, Due settimane d'amore, Il messicano, Il cacciatore del Missouri
- Hugh Marlowe in Eva contro Eva, L'uomo dell'est, Ultimatum alla Terra
- Fred Astaire in La taverna dell'allegria
- Rand Brooks in Via col vento
- Steve Brodie in Odio implacabile
- Eddie Albert in Il circo insanguinato
- Robert Preston in Tifone sulla Malesia
- Jack Carson in Sposa contro assegno
- Todd Karns in La vita è meravigliosa
- Paul Kelly in I falchi di Rangoon
- Lawrence Tierney in Gli eroi del Pacifico
- Anthony Quinn in La storia del generale Custer
- Louis Jourdan in L'uccello di Paradiso, Ecco la felicità!
- James Cagney in La città del peccato
- Brad Dexter in Giungla d'asfalto
- Dewey Martin in La cosa da un altro mondo
- Tom D'Andrea in Perdutamente
- Don Taylor in La città nuda
- Paul Fix in Dopo Waterloo
- Stephen Bekassy in Arco di trionfo
- John Bryan in Il giardino di Allah
- Harry Lewis in L'isola di corallo
- John Rodney in Notte senza fine
- James Mitchell in Gli amanti della città sepolta
- Steven Geray in Il diritto di uccidere
- Leopoldo Trieste in  I vitelloni
- Richard Egan in I dannati non piangono
- Michael Tolan in La città è salva
- Rory Calhoun in La casa rossa
- Stanley Baker in Le avventure del capitano Hornblower, il temerario
- Benson Fong in Le chiavi del paradiso
- Robin Hughes in La leggenda dell'arciere di fuoco
- Wally Cassell in Stanotte sorgerà il sole
- Terence Morgan in Amleto
- Ron Randell in Gli amori di Carmen
- Cecil Kellaway in La voce nella tempesta

## Prosa radiofonica
- EIAR
- L'avaro, commedia di Carlo Goldoni, regia di Alberto Casella, trasmessa il 5 dicembre 1937
- Liliom, commedia di Ferenc Molnár, regia di Alberto Casella, trasmessa il 13 gennaio 1938.
- L'assente, commedia di Amedeo Gherardini, regia di Alberto Casella, trasmessa il 27 gennaio 1938.
- Un appuntamento al caffè, commedia di Memmo Padovini, regia di Aldo Silvani, trasmessa il 18 giugno 1938
- Giuda, tragedia di Raffaele Mastrostefano, regia di Guglielmo Morandi, trasmessa il 23 agosto 1940

- RAI
- Capriccio ìn La minore, commedia di Leopoldo Trieste, regia di Pietro Masserano Taricco, trasmessa il febbraio 1948.
- L'importanza di chiamarsi onesto, di Oscar Wilde, regia di Pietro Masserano Taricco, trasmessa il 27 settembre 1948.
- Tre, Rosso, Dispari, commedia di Denys Amiel, regia di Guglielmo Morandi, trasmessa il 4 ottobre 1948
- Il misantropo, di Molière, regia di Pietro Masserano Taricco, trasmessa il 18 ottobre 1948.
- Le troiane, di Euripide, regia di Guglielmo Morandi, trasmessa il 3 gennaio 1949
- I nostri sogni, di Ugo Betti, regia di Pietro Masserano Taricco, trasmessa il 17 gennaio 1949.
- Otello, di William Shakespeare, regia di Anton Giulio Majano (1949)
- Ritratto d'uomo, radiodramma di Felice Filippini, regia di Guglielmo Morandi, trasmesso il 12 marzo 1949.
- Tutto per bene, di Luigi Pirandello, regia di Guglielmo Morandi, trasmessa il 25 febbraio 1950.
- Chatterton, dramma di Alfred De Vigny, regia di Guglielmo Morandi, trasmesso il 10 giugno 1950
- Raffaele, commedia di Vitaliano Brancati, regia di Pietro Masserano Taricco, trasmessa ol 27 novembre (1950)
- Storia d'estate, radiocommedia di Fletcher Markle, regai di Pietro Masserano Taricco, trasmessa il 24 agosto 1951
- Il sole non si ferma, di Giuseppe Bevilacqua, regia di Anton Giulio Majano, trasmessa il 5 maggio 1952
- La damigella di Bard, di Salvator Gotta, regia di Alberto Casella, trasmessa il 26 ottobre 1953
- Disdegno per disdegnio, di Agustin Moreto y Cabana, regia di Corrado Pavolini, trasmessa il 2 gennaio 1955
- Il condannato per disperazione, tre atti di Tirso De Molina, regia di Umberto Benedetto, trasmessa il 27 marzo 1956.
- Anche il più furbo ci può cascare, commedia di Aleksandr Ostrovskij, regia di Pietro Masserano Taricco, trasmessa il 6 agosto 1956.
- Il vecchio quartiere francese di New Orleans, radiocomposizione di Clara Falcone, regia di Amerigo Gomez, trasmessa l'8 agosto 1956.
- Il pirata, commedia di Samuel Nathaniel Behrman, regia di Umberto Benedetto, trasmessa il 21 agosto 1956
- Abramo Lincoln in Illinois, commedia di Robert E. Sherwood, regia Pietro Masseranop Taricco, trasmessa il  6 novembre 1956
- Il simulacro, commedia di Aldo Fetonte, regia di Amerigo Gomez, trasmessa il 18 giugno 1958
- Ebrea di Toledo, Franz Griliparzer, regia di Umberto Benedetto, trasmessa il 5 agosto 1958
- Il ladro, commedia di Henri Bernstein, regia di Umberto Benedetto, trasmessa 30 giugno 1959.
- Estuario, radiodramma in tre tempi di Arnaldo Boscolo, regia di Pietro Masserano Taricco, trasmessa il 22 ottobre 1959.
- La grande famiglia, commedia di Fabrizio Sarazani, regia di Nino Meloni, trasmessa il 18 gennaio 1960.
- Furto di gioielli a Birmingham, radiodramma di Edward Mason, regia di Amerigo Gomez, Compagnia di Prosa di Firenze della RAI, trasmessa il 1 febbraio 1960.
- Giallo per voi: Concerto segreto, radiodramma di Franco Enna, regia di Marco Visconti, Secondo programma, Compagnia di Prosa di Firenze della RAI, trasmesso il 25 settembre 1961.
- Confessione d'amore, di Ivan Gonciarov, regia di Amerigo Gomez, trasmessa ottobre 1963
- Addio bianche cascate, commedia di Frank Harvey, regia di Gian Domenico Giagni, trasmessa il 6 novembre 1963
- La verità sul caso Motta, di Mario Soldati, trasmessa il 9 aprile 1965.
- La formica argentina, racconto di Italo Calvino, Programma nazionale, trasmesso il 21 maggio 1965.
- Il compagno di scuola, di Joahannes Mario Simmel, regia di Gastone Da Venezia, trasmessa il 11 gennaio 1971
- Marilyn: una donna, una vita, originale radiofonico di Vittoria Ottolenghi e Alfio Valdarmini con Isabella Biagini e Adolfo Geri, regia di Marcello Asta 1971

## Prosa televisiva RAI
- Elettra, di Sofocle, regia di Edmo Fenoglio (1961)
- La luna dei Caraibi, di Eugene O'Neill, musica di Ennio Morricone, regia di Mario Landi (1962)
- La ragazza sull'asfalto, di Malcom Hulke e Eric Paice, trasmessa il Alessandro Brissoni (1962)
- L'incrinatura, commedia di Cesare Vico Lodovici, regia di Alessandro Brissoni (1962)
- Il grillo del focolare, di C. Dickens, regia di Carlo Di Stefano (1963)
- Il detective ha fretta, di Peter Cheney, regia di Leonardo Cortese (1964)
- I fiordalisi d'oro, dramma di Giovacchino Forzano, regia di Leonardo Cortese (1965)
- L'affare Kubinsky, regia di Giuseppe Di Martino (1967)
- Vita di Cavour, di Giorgio Prosperi, regia di Piero Schivazappa – miniserie TV (1967)
- I Persiani, di Eschilo, regia di Dimitrio Rondiris (1967)
- La guerra di Troia non si farà, dramma di Jean Giraudoux, regia di Andrea Camilleri (1968)
- Sherlock Holmes - L'ultimo dei Baskerville (dal romanzo Il mastino dei Baskerville di Conan Doyle), regia di Guglielmo Morandi – miniserie TV (1968)
- Nero Wolfe, epis. Il pesce più grosso, regia di Giuliana Berlinguer (1969)
- Il Leone di San Marco, regia di Alda Grimaldi – miniserie TV (1969)
- Marito e moglie, dramma di Ugo Betti, regia di Ottavio Spadaro (1973)
- L'avventura di un povero cristiano, di Ignazio Silone, regia di Ottavio Spadaro (1974)
- L'amaro caso della baronessa di Carini, di Lucio Mandarà, regia di Daniele D'Anza – miniserie TV (1975)
- La foresta, regia di Luigi Squarzina (1979)

## Filmografia
- L'eredità dello zio buonanima, regia di Amleto Palermi (1934)
- La cieca di Sorrento, regia di Nunzio Malasomma (1934)
- La Gerusalemme liberata, regia di Enrico Guazzoni (1935)
- Fiat voluntas Dei, regia di Amleto Palermi (1936)
- Cavalleria, regia di Goffredo Alessandrini (1936)
- Orgoglio, regia di Marco Elter (1938)
- Eravamo sette vedove, regia di Mario Mattoli (1939)
- Catene invisibili, regia di Mario Mattoli (1942)
- Il nemico, regia di Guglielmo Giannini (1943)
- Il fiacre n. 13, regia di Mario Mattoli (1948)
- Fifa e arena, regia di Mario Mattoli (1948)
- Le avventure di Cartouche, regia di Gianni Vernuccio (1953)
- Canzoni a due voci, regia di Gianni Vernuccio (1953)
- Traviata '53, regia di Vittorio Cottafavi (1953)
- Il prigioniero del re, regia di Giorgio Rivalta (1954)
- Maruzzella, regia di Luigi Capuano (1956)
- Erode il Grande, regia di Arnaldo Genoino e Viktor Turžanskij (1958)
- I cosacchi, regia di Giorgio Rivalta (1960)
- Metello, regia di Mauro Bolognini (1970)
- Solo andata (Un aller simple), regia di José Giovanni (1971)